# Ómicron2 Cancri
Ómicron2 Cancri (ο2 Cnc / 63 Cancri) es una estrella en la constelación de Cáncer de magnitud aparente +5,67.
Se encuentra a 150 años luz de distancia del sistema solar.
Comparte denominación de Bayer con Ómicron1 Cancri; ambas estrellas tienen un movimiento propio similar y se encuentran a igual distancia, por lo que podrían constituir una binaria muy amplia.

## Características
Ómicron2 Cancri está catalogada como una subgigante blanco-amarilla de tipo espectral F0IV, aunque un estudio señala que todavía está en la etapa de fusión del hidrógeno, habiendo apenas recorrido una tercera parte de su trayectoria dentro de la secuencia principal.
Su superficie tiene una temperatura de 7852 K y brilla con una luminosidad 10,3 veces superior a la luminosidad solar.
Con un radio un 90% más grande que el radio solar, gira sobre sí misma con una velocidad de rotación igual o superior a 91 km/s. Su período de rotación no supera las 19,2 horas.
Posee una masa de 1,73 masas solares y una incierta edad de 300 millones de años.

## Disco circunestelar
Ómicron2 Cancri está rodeada por un disco circunestelar de polvo y escombros cuyo radio es de 43 UA.
La temperatura de los granos de polvo —considerados como un cuerpo negro— es de 80 K.